# Kana
 For alternative betydninger, se Kana (flertydig). (Se også artikler, som begynder med Kana)
Kana (hebr: fuld af rør eller siv) er den by i Galilæa, hvor Jesus ifølge Johannesevangeliet under brylluppet i Kana gjorde vand til vin. 
Det er tvivl om byens beliggenhed, og der er foreløbigt foreslået fire forskellige kandidater:
1. Kafar Kanna, Israel;
2. Kenet-el-Jalil, Israel;
3. Ain Kana, Israel;
4. Qana, Libanon.

Ifølge katolsk tradition skete brylluppet i Kana i byen Kafar Kanna (ca. 5 km nordvest fra Nazaret, hvor det endda hævdes, at man har fundet den kilde, hvorfra, det vand som Jesus forvandlet, var blevet taget fra. Enkelte forskere peger på Ain Kana (14 km nord for Nazaret) som en bedre kandidat. Etymologisk set er dette mere sandsynligt.
Byen Kana nævnes  tre gange i Det Nye Testamente, alle i Johannesevangeliet (2,1-11; 4,46; 21;2).
32°44′42″N 35°20′18″Ø / 32.745°N 35.338333333333°Ø